# Titularbistum Gerasa
Das Bistum Gerasa (italienisch diocesi di Gerasa, lateinisch Dioecesis Gerasena) ist ein Titularbistum der römisch-katholischen Kirche. 
Es geht zurück auf einen untergegangenen Bischofssitz in der gleichnamigen antiken Stadt Gerasa, die in der römischen Provinz Arabia Petraea im Norden Jordaniens lag. Sie war Teil der sogenannten Dekapolis. Der Bischofssitz gehörte zu der Kirchenprovinz Bostra.
| Titularerzbischöfe von Gerasa |                                 |                                                                      |                   |                   |
| Nr.                           | Name                            | Amt                                                                  | von               | bis               |
| 1                             | Józef Antoni Łodziński OFMConv  | Weihbischof in Livonien (Polen-Litauen)                              | 3. März 1729      | 1743              |
| 2                             | Wawrzyniec Gutowski             | Weihbischof in Płock (Polen)                                         | 15. Dezember 1828 | 20. April 1833    |
| 3                             | Aires de Ornelas de Vasconcelos | Koadjutorbischof von Funchal (Portugal)                              | 6. März 1871      | 27. Oktober 1872  |
| 4                             | Jean-Louis Vey MEP              | Apostolischer Vikar von Ost-Siam (Thailand)                          | 30. Juli 1875     | 21. Februar 1909  |
| 5                             | Leonardo Baumbach CP            | Koadjutorbischof von Nicopoli (Bulgarien)                            | 1. März 1910      | 1913              |
| 6                             | Charles Joseph Eugène Ruch OFM  | Koadjutorbischof von Nancy (Frankreich)                              | 14. Juni 1913     | 20. Oktober 1918  |
| 7                             | Edmond Heelan                   | Weihbischof in Sioux City (USA)                                      | 21. Dezember 1918 | 8. März 1920      |
| 8                             | Paul Joseph Nussbaum CP         | emeritierter Bischof von Corpus Christi (USA)                        | 26. März 1920     | 14. November 1922 |
| 9                             | Endre Kriston                   | Weihbischof in Eger (Ungarn)                                         | 23. August 1923   | 3. Mai 1960       |
| 10                            | Salvatore Sorrentino            | Weihbischof in Pozzuoli (Italien)                                    | 16. Juni 1960     | 21. Februar 1974  |
| 11                            | Nicholas James Samra            | Weihbischof in Newton (Our Lady of the Annunciation in Boston) (USA) | 22. April 1989    | 15. Juni 2011     |